# Condado de Caldwell (Kentucky)
O Condado de Caldwell é um dos 120 condados do estado americano de Kentucky. A sede do condado é Princeton, e sua maior cidade é Princeton. O condado possui uma área de 902 km² (dos quais 3 km² estão cobertos por água), uma população de 13 060 habitantes, e uma densidade populacional de 15 hab/km² (segundo o censo nacional de 2000). O condado foi fundado em 1809. O condado proíbe a venda de bebidas alcoólicas.